# Champagney (Doubs)
Champagney (Aussprache [ʃɑ̃paɲɛ]) ist eine französische Gemeinde mit 271 Einwohnern (Stand: 1. Januar 2022) im Département Doubs in der Region Bourgogne-Franche-Comté. Sie gehört zum Arrondissement Besançon und ist Mitglied im Gemeindeverband Grand Besançon Métropole. Die Bewohner werden Champagnoulais und Champagnoulaises genannt.

## Geographie
Champagney liegt auf 280 m, etwa zehn Kilometer westlich der Stadt Besançon (Luftlinie). Das Dorf erstreckt sich auf einer Anhöhe in der leicht gewellten Landschaft zwischen den Flussläufen von Doubs im Süden und Ognon (im Norden).
Die Fläche des 3,01 km² großen Gemeindegebiets umfasst einen Abschnitt südlich des Ognon. Die westliche Grenze verläuft entlang der Recologne, die hier noch Ruisseau de Noironte genannt wird. Vom Bachlauf erstreckt sich das Gemeindeareal ostwärts über die Mulde eines kurzen Seitenbachs bis auf die Anhöhe von Champagney. Hier wird mit 301 m die höchste Erhebung von Champagney erreicht.
Zu Champagney gehört die Siedlung Les Baraques (250 m). Nachbargemeinden von Champagney sind Noironte im Norden, Champvans-les-Moulins im Osten, Chemaudin et Vaux mit Vaux-les-Prés und Mazerolles-le-Salin im Süden sowie Audeux im Westen.

## Geschichte
Im Mittelalter gehörte Champagney zum Herrschaftsgebiet von Audeux. Zusammen mit der Franche-Comté gelangte das Dorf mit dem Frieden von Nimwegen 1678 definitiv an Frankreich.

## Sehenswürdigkeiten
Die Kirche Saint-Laurent in Champagney wurde im 18. Jahrhundert erbaut. Im alten Ortskern sind noch verschiedene Häuser im traditionellen Stil der Franche-Comté aus dem 17. bis 19. Jahrhundert erhalten.

## Bevölkerung
| Jahr                       | 1962 | 1968 | 1975 | 1982 | 1990 | 1999 | 2006 | 2016 |
| Einwohner                  | 57   | 83   | 115  | 200  | 228  | 245  | 258  | 282  |
| Quellen: Cassini und INSEE |      |      |      |      |      |      |      |      |

Mit 271 Einwohnern (Stand 1. Januar 2022) 258 Einwohnern (2006) gehört Champagney zu den kleinen Gemeinden des Départements Doubs. Nachdem die Einwohnerzahl in der ersten Hälfte des 20. Jahrhunderts stets im Bereich zwischen 60 und 90 Personen gelegen hatte, wurde seit Beginn der 1960er Jahre ein markantes Bevölkerungswachstum verzeichnet. Seither hat sich die Einwohnerzahl etwa verfünffacht.

## Wirtschaft und Infrastruktur
Champagney war bis weit ins 20. Jahrhundert hinein ein vorwiegend durch die Landwirtschaft (Ackerbau, Obstbau und Viehzucht) geprägtes Dorf. Daneben gibt es heute einige Betriebe des lokalen Kleingewerbes. Mittlerweile hat sich das Dorf auch zu einer Wohngemeinde gewandelt. Viele Erwerbstätige sind deshalb Wegpendler, die in der Agglomeration Besançon ihrer Arbeit nachgehen.
Die Ortschaft ist verkehrstechnisch gut erschlossen. Sie liegt an einer Departementsstraße, die von Besançon nach Audeux führt. Der nächste Anschluss an die Autobahn A36, welche das Gemeindegebiet durchquert, befindet sich in einer Entfernung von ungefähr fünf Kilometern. Eine weitere Straßenverbindung besteht mit Pelousey.